# Micsoda buli (film, 2023)
A Micsoda buli (eredeti cím: House Party) 2023-as amerikai filmvígjáték, amelyet Calmatic rendezett, az 1990-es azonos című film újragondolásaként. A főbb szerepekben Tosin Cole, Jacob Latimore, Karen Obilom, D.C. Young Fly és Scott Mescudi látható.
Amerikában 2023. január 13-án a mozikban, míg Magyarországon március 3-án az HBO Max mutatta be.

## Cselekmény
Los Angelesben Kevin és Damon két legjobb barát, akik takarítóként és feltörekvő klubpromóterként dolgoznak; Kevin arra törekszik, hogy zenét csináljon, és állandó jövedelemhez jusson, hogy eltartsa magát és kislányát, Destinyt. Kyle és bandája (Guile és Larry) kirúgja őket egy promóciós fellépésről, mivel Damon tiltott viszonyba keveredett Guile unokatestvérével. Miközben ők ketten egy kastélyban dolgoznak, Kevin értesül gyerekkori barátjától és jelenlegi főnökétől, Venustól, hogy őt és Damont ki fogják rúgni, mivel a kamerák rajtakapták őket, amint a munka közben hülyéskednek. Damon megtudja, hogy a kastély, amit takarítanak, LeBron Jamesé, aki Indiában tartózkodik egy kéthetes meditációs elvonuláson, és azt javasolja, hogy ő és Kevin rendezzenek ott egy partit LeBron híres kapcsolatai számára. Kevin, aki most már kétségbeesetten keresi a pénzt, mivel tudja, hogy ki van rúgva, és csak két hónap múlva kezdheti el az új informatikai állását, tétován csatlakozik a tervhez. Kevin megkéri Venust, hogy lássa el őt és Damont a kastély kulcsaival, és a nő nagyon vonakodva beleegyezik.
Damon és Kevin titkos eseményként reklámozzák a bulit, hogy ne riasszák a rendőrséget, és az esemény sikeresnek indul. Kyle és bandája azonban rájönnek a dologra, miután senki sem jelenik meg a saját bulijukon, és kihasználva a biztonsági intézkedések hiányát, betörnek LeBron trófeaszobájába, és ellopják a Cleveland Cavaliers 2016-os bajnoki gyűrűjét. Kevin egyre jobban elkeseredik a kastélyban bekövetkező károk miatt, és szembesíti Damont azzal, hogy könnyelműen semmibe vesz mindent, ami körülötte történik. Damont később Nick és bandája megveri, de aztán meglátja bálványát, Myát. Mya felajánlja Damonnak, hogy vele együtt elhagyja a bulit, de Damon visszautasítja, hogy segítsen Kevinnek megakadályozni a buli szétesését.
Damon és Kevin megtudja, hogy LeBron gyűrűjét ellopták, és kétségbeesetten próbálják megtalálni. Kid Cudi elmondja nekik, hogy az Illuminátusok birtokában van minden sportbajnoki gyűrű másolata, és a duó elég kétségbeesett ahhoz, hogy elfogadják az ajánlatát. Venus önként jelentkezik, hogy távollétükben ő vezeti a bulit, és ő és Kevin csókolóznak. Kid Cudi becsempészi Damont és Kevint egy Illuminátus-kongresszusra, ahol sikeresen ellopják a gyűrűt, de lebuknak, amikor véletlenül Isten nevére hivatkoznak. Az illuminátusok gladiátorharcra kényszerítik őket, de Kid Cudi feláldozza magát, hogy életben maradhassanak, és rájuk bízza egy versét, amit csak LeBron szemének írt.
Damon és Kevin visszaérnek a villába, hogy visszaadják a gyűrűt és befejezzék a bulit, de LeBron megzavarja őket, aki korábban tért vissza az útjáról. LeBron le akarja tartóztatni a duót, de Damon azt állítja, hogy Kevin nem vett részt a buliban, és fogadást köt, hogy LeBron elengedi őt, ha megveri az NBA szupersztárt egy kosárlabdameccsen. LeBron könnyedén nyer, Damont pedig elviszi a rendőrség. Kevin kénytelen átadni LeBronnak az általa és Damon által keresett pénzt, amit utóbbi jótékony célra ad.
Kid Cudi versét olvasva azonban LeBron meggondolja magát, és azon dolgozik, hogy Damont idő előtt kiengedjék a börtönbüntetéséből, ezt követően pedig Mya felszedi őt. Kyle-t és bandáját letartóztatják, miután megpróbálják eladni LeBron gyűrűjét, és a buli hatására Kevin elismerést szerez és pénzt keres a zenéjéből.
Visszatérve az Illuminati-kastélyba, Kid Cudi újra életre kel.

## Szereplők
| Szerep               | Színész              | Magyar hang        |
| -------------------- | -------------------- | ------------------ |
| Kevin                | Jacob Latimore       | Jéger Zsombor      |
| Damon                | Tosin Cole           | Böröndi Bence      |
| Venus                | Karen Obilom         | Lovas Rozi         |
| Vic                  | D.C. Young Fly       | Mohai Tamás        |
| Sly                  | Chinedu Unaka        | Friedenthál Zoltán |
| Mika                 | Shakira Ja’nai Paye  | Veszelovszki Janka |
| Larry                | Melvin Gregg         | Welker Gábor       |
| Peter                | Andrew Santino       | Ágoston Péter      |
| Kyle                 | Allen Maldonado      | Sarádi Zsolt       |
| Guile                | Rotimi               | Lengyel Benjámin   |
| Kid Cudi             | Kid Cudi             | Novkov Máté        |
| Mya                  | Mya                  | Hay Anna           |
| LeBron James         | LeBron James         | Jászberényi Gábor  |
| Walter Emanuel Jones | Walter Emanuel Jones | Hamvas Dániel      |
| Nakia Burrise        | Nakia Burrise        | Nádasi Veronika    |
| Snoop Dogg           | Snoop Dogg           | Makranczi Zalán    |
| Juvenile             | Juvenile             | Orbán Gábor        |
| Mark Cuban           |                      | Orbán Gábor        |
| Tinashe              | Tinashe              | Bakonyi Alexa      |
| Tristan Thompson     | Tristan Thompson     | Konfár Erik        |
| Lil Wayne            | Lil Wayne            | Mohácsi Norbert    |
| Odell Beckham Jr.    | Odell Beckham Jr.    | Varga Rókus        |
| Anthony Davis        | Anthony Davis        | Harcsik Róbert     |
| Big Sean             | Big Sean             | Hám Bertalan       |

### Magyar változat
- Magyar szöveg: Egressy G. Tamás
- Hangmérnök: Cs. Németh Bálint
- Vágó: Kajdácsi Brigitta
- Gyártásvezető: Cabello-Colini Borbála
- Szinkronrendező: Majoros Eszter
- Produkciós vezető: Hagen Péter

A szinkront a Mafilm Audio Kft. készítette el.

## A film készítése
2018 februárjában jelentették be, hogy a New Line Cinema a SpringHill Entertainment nevű produkciós cégükkel, LeBron James és Maverick Carter producerrel a Micsoda buli remake-jét készíti el. Stephen Glover és Jamal Olori vállalták az adaptáció megírását. 2019 szeptemberében bejelentették, hogy Calmatic rendezőként csatlakozott a produkcióhoz. A tervek szerint a filmet kizárólag az HBO Maxon keresztül, streaming formájában mutatták volna be.
2021 áprilisában Jorge Lendeborg Jr. és Tosin Cole kapta meg a főszerepeket. 2021 áprilisában csatlakozott D.C. Young Fly, majd júniusban Karen Obilom, Melvin Gregg, Rotimi, Allen Maldonado, Shakira Ja'nai Paye, Andrew Santino és Bill Bellamy. 2021 júliusára Lendeborg Jr. helyét Jacob Latimore vette át, miután az előbbi elhagyta a projektet, hogy mentális egészségének javítására koncentráljon. 2021 júliusában Tamera Kissen egy kisebb szerepet kapott.
A forgatás 2021. július 2-án kezdődött Los Angelesben. A gyártást még abban a hónapban felfüggesztették, mivel kilenc pozitív Covid19-es esetet jelentettek, bár csak egy volt a produkciós stáb tagja, a többiek statiszták voltak. A forgatás ezt követően 2021. augusztus 2-án folytatódott.